# Betty Chancellor
Pour les articles homonymes, voir Chancellor (homonymie).
Betty Chancellor,née le 9 janvier 1910 à Dublin et morte le 27 avril 1984 à Dún Laoghaire, est une actrice irlandaise,,.

## Biographie
Betty Chancellor est née au 8 Fitzwilliam Place à Dublin le 9 janvier 1910. Ses parents sont John William Chancellor, horloger, bijoutier, et photographe à Dublin, et Cicily Chancellor (née Granger). Elle a une sœur, Joyce O'Donovan, également devenue actrice. Elle étudie au Rossignol Hall et à l'Alexandra College où elle suit une formation de secrétaire.
Sa première apparition sur scène est comme une fée dans un spectacle au Gaiety Theatre en 1914. Elle apparaît de nouveau à la Gaiety en 1922 en tant que Gweenie dans The man from Blankley's de F. Ansty. Chancellor suit ensuite des études d'art dramatique avec Frank Fay dans les années 1920, elle joue dans des productions de la Dublin Drama League à l'Abbey Theatre. Après avoir rejoint le Gate Theatre, sa carrière progresse et elle s'affirme comme l'une des principales actrices du Gate au début des années 1930,.
Chancellor joue Naomi aux côtés d'Orson Welles dans une production de Jud Süss en octobre 1931. Welles tombe amoureux d'elle et l'a décrit plus tard comme « la chose la plus sexy qui ait jamais vécue. » En 1931, elle a fait ses débuts avec The new gossoon, une production de J. B. Fagan par George Shiels, comme Biddy Henley à l'Apollo Theatre. Ses rôles les plus remarqués sont celui de Toots dans Youth's the season en 1932 par Marie Manning, celui de Laura dans une production de Carmilla en 1932, basé sur le roman par Sheridan Le Fanu, Ophélie en 1932, et Cicely dans L'importance d'être constant en 1933. En tournée avec la Gate company en 1935, elle joue Stella dans une production de Yahoo par Longford au Westminster Theatre à Londres. Déçue par les pièces qu'elle reçoit au Gate et à la contrariété de Micheál Mac Liammóir et Hilton Edwards, elle rejoint la première tournée provinciale de Longford en 1937,.
À la fin des années 1930, Chancellor travaille plus souvent à Londres. Après son apparition en tant que Baby Furze dans la production de Printemps de la réunion en 1938 par Molly Keane et John Perry, elle est nommée Star of the Future par le Daily Mail. Elle joue aux côtés d'Alec Guinness et Peggy Ashcroft en 1940 dans Muriel Cousin de Clemence Dane au Globe Theatre. Elle revient au Gaiety Theatre en 1941, jouant avec Hilton Edwards, dans une production de Caesar and Cleopatra par George Bernard Shaw, une production qui marque le 75e anniversaire du Gaiety. La presse salue son retour mais ses camarades acteurs sont perturbés par le fait qu'elle vive alors avec Denis Johnston, le mari de leur collègue, l'actrice Shelah Richards.
Après le divorce de Johnston, ils se marient en mars 1945 à Dungannon dans le comté de Tyrone. Elle prend sa retraite pour élever leurs fils, Jeremy et Rory, mais aussi en raison de l'augmentation de sa surdité, qui avait commencé à l'adolescence. En 1947, elle apparaît dans The moon in the yellow river de Johnston à l'Arts Theatre, à Londres. La famille déménage aux États-Unis en novembre 1948, où elle a le rôle principal dans la Candida de Shaw au Amherst College au Massachusetts dans les années 1950. Ils retournent à l'Irlande en 1969 et s'installent à Dalkey, dans le comté de Dublin.
Elle meurt à Dún Laoghaire, le 27 avril 1984. Elle est enterrée près de la cathédrale Saint-Patrick de Dublin.